# 紅斑
紅斑（こうはん、英: erythema）とは毛細血管拡張などが原因で皮膚表面に発赤を伴った状態をいう。同部を圧迫すると消失する。皮膚温度の上昇はないが、より深部の動脈の拡張の合併があれば皮膚温は上昇する。

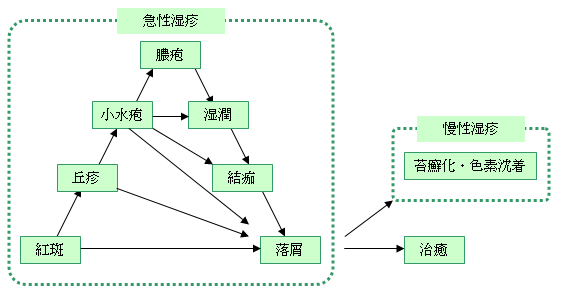
湿疹の三角形

## 原因
紅斑の原因は多岐にわたる。感染症、マッサージ、電気的処理、ニキビ、アレルギー、運動、太陽放射（日焼け）、皮膚の放射線症候群、毛のワックス処理や引き抜きなどを原因とする。これらが毛細血管の拡張を引き起こし、結果として発赤を起こす。紅斑は電離放射線療法の典型的な副作用である。
約30 - 50 %の事例で紅斑の原因は不明である。

## 鑑別診断
皮膚内部の出血である紫斑や、色素沈着との鑑別の圧迫が用いられる。紅斑は圧迫で消失するが、紫斑や色素沈着では消失しない。

## 関連症状
- 温熱性紅斑（英語版）
- バザン硬結性紅斑
- 伝染性紅斑
- 有縁性紅斑（英語版）
- 遊走性紅斑
- 多形紅斑
- 結節性紅斑
- 中毒性紅斑（英語版）
- 手掌紅斑（英語版）